# Echimys chrysurus
Echimys chrysurus är en däggdjursart som först beskrevs av Zimmermann 1780.  Echimys chrysurus ingår i släktet Echimys och familjen lansråttor. Inga underarter finns listade i Catalogue of Life. Vid artens upptäckt antogs att den är nära släkt med sjusovaren och den listades därför i släktet Myoxus (enligt aktuell taxonomi ett synonym till Glis). Senare uppställdes hypotesen att arten ingår i släktet egentliga piggsvin (Hystrix). Tillhörigheten till släktet Echimys föreslogs för första gången 1817.

## Utseende
Denna stora gnagare blir utan svans 242 till 300 mm lång och svanslängden är 305 till 370 mm. Djuret har 42 till 54 mm långa bakfötter och cirka 20 mm stora öron. Kroppens ovansida är täckt av tillplattade taggar och fler borstar som har en ljus- till mörkgrå färg. Kännetecknande är en vit mask i ansiktet som är bred på hjässan, smal mellan ögonen och äter bredare kring nosen. Andra delar av huvudet är mörkbruna och kinderna samt halsen har en rödbrun färg. Öronen bär fina bruna hår. Arten har bruna ögon och rödaktiga ögonlock. Den främre delen av undersidan från hakan till kort bakom bröstet är vit och sedan följer ett gråbrunt område. Svansen är bra täckt med hår och den första halvan eller en tredjedel är gråbrun. Bakre delen varierar mellan vit, gul eller kastanjebrun. Beroende på exemplar finns större variationer. Tårna vid de breda bakfötterna är utrustade med robusta klor.

## Utbredning
Denna gnagare förekommer i regionen Guyana och i angränsande regioner av nordöstra Brasilien. Arten lever i skogar, är aktiv på natten och klättrar främst i växtligheten. Per kull föds två ungar.

## Ekologi
Exemplaren klättrar vanligen långsamma i träd. Vid fara kan de snabb springa till ett gömställe i det täta bladverket. Sedan sitter de en längre tid orörlig. Echimys chrysurus vilar på dagen i trädens håligheter som fodras med löv. Den har frukter och kanske blad som föda. Arten jagas av glasögonugglan.

## Hot
Regionala bestånd hotas av skogsröjningar. Hela populationen anses vara stabil.  IUCN kategoriserar arten globalt som livskraftig.